# Beber (Batukliang)
Beber is een bestuurslaag in het regentschap Centraal-Lombok van de provincie West-Nusa Tenggara, Indonesië. Beber telt 8098 inwoners (volkstelling 2010).